# Bekim Aziri
Bekim Aziri (14. červenec 1988), známý též jako Bekim, je slovenský rapper, stand-up komik, bývalý profesionální cyklista a dvojník Conora McGregora s albánským jménem a makedonskými kořeny.

## Život
V dětství žil Bekim Aziri v Pezinku. Do roku 2005 byl profesionálním cyklistou, v tomto roce ho však potkala vážná nehoda v Přerově. Zlomil si při ní čtvrtý a rozdrtil pátý krční obratel, které zatlačily na jeho míchu a způsobily jeho ochrnutí. V důsledku nehody žije na invalidním vozíku.
Poté začal budovat hudební kariéru jako rapper. Mezi jeho skladby patří „Ona“, „Zmena“, „Desperado“, „Nie je hanbou byť iný“ a „Spoločná pesnička“. V roce 2015 vydal album Koleso Šťastia.
Je také známým stand-up komikem (nebo jak on tvrdí sit down tragedy) účinkujícím v Temných kecech. Účinkuje také v reklamách na T-Mobile a je spoluvlastníkem tréninkového centra CrossFit v Penzinku.

## Diskografie
- Koleso Šťastia (2015)